# Aisling Loftus
Pour les articles homonymes, voir Loftus.
Aisling Loftus (née le 1er septembre 1990 à Nottingham, Angleterre) est une actrice britannique.

## Biographie
Ses parents, Paddy et Eileen, sont irlandais. Elle a une sœur aînée prénommée Aoife. Aisling Loftus commence sa carrière d'actrice à l'âge de neuf ans dans un programme pour enfants Carlton Workshops. Elle obtient plus tard son A-level à l'école the Becket School de Nottingham. 
Elle a joué des petits rôles dans plusieurs séries et téléfilms, notamment This Is England.
À l'âge de 10 ans, elle apparaît dans un épisode de Peak Practice (2000). Par la suite, elle joue dans diverses séries télévisées, y compris Casualty, Doctors, The Bill (2008), et dans la comédie dramatique d'ITV The Fattest Man in Britain  qui a pour acteurs principaux Timothy Spall et Bobby Ball.
En 2010, Aisling Loftus incarne Gemma Adams dans Five Daughters. La même année, elle tient le rôle principal dans une série dramatique pour la BBC, Dive et tourne aux côtés de Jack O'Connell et Gina McKee.  La  série Dive  est bien accueillie par la critique, - Euan Ferguson de The Observer  déclare à propos d'Aisling "Ash" Loftus qu'elle sera un "phénomène".
Aisling Loftus interprète Leonie Fowler dans la pièce de théâtre à succès Spur of the Moment de Anya Reiss au Royal Court Theatre durant l'été 2010 à Londres et reçoit des critiques favorables : Dominic Cavendish du Telegraph dit d'elle qu'elle est "superbe"'.
En 2011, elle joue Arrietty dans le film The Borrowers. En 2013, elle incarne Agnes Towler dans la série Mr. Selfridge.
Elle est couple avec l'acteur Jacob Anderson (Ver gris dans Game of Thrones).

## Filmographie

### Cinéma

#### Court métrage
- 2011 : Cardinal de Jack Curtis : Envy
- 2009 : Jade : de Daniel Elliot : Jade
- 2006 : Blind Man's Alley de Tony Kelly : joueur 4

#### Long métrage
- 2016 : Orgueil et Préjugés et Zombies de Burr Steers : Charlotte Lucas
- 2011 : Death of a Superhero d'Ian Fitzgibbon : Shelly
- 2010 : Thorne: Sleepyhead de Stephen Hopkins : Rachel (3e partie)
- 2010 : Oranges and Sunshine de Jim Loach : Susie
- 2006 : This Is England de Shane Meadows

### Télévision

#### Téléfilm
- 2011 : Le Mini Noël des Borrowers (The Borrowers) de Tom Harper : Arrietty Clock
- 2011 : Page Eight de David Hare : Melissa Legge
- 2010 : Dive de Dominic Savage : Lindsey (2e partie)
- 2009 : The Fattest Man in Britain de David Blair : Amy
- 2001 : A Fish Out Of Water de Dirk Campbell : Angela

#### Série télévisée
- 2017 : "Inspecteur Barnaby, saison 19, 4e épisode: De fourrure et de sang" : Tegan Langton
- 2016 : Guerre et Paix : Sonia Rostov
- 2013 - 2014 : Mr Selfridge (20 épisodes) : Agnes Towler
- 2012 : Little Crackers : (saison 3, épisode 11 : Sharon Horgan's Little Cracker: The Week Before Christmas) : Maria
- 2012 : Good Cop (4 épisodes) : Cassandra
- 2012 : Public Enemies : Jade (saison 1, épisodes 1 et 2)
- 2011 : Jackson Brodie, détective privé : Lily Rose (saison 1, épisodes 1 et 2)
- 2010 : Five Daughters : Gemma Adams (saison 1, épisodes 1 et 2)
- 2008 : The Bill : Sophie Randall
  - (saison 24, épisode 85 : Too Hot to Handle: Part 1)
  - (saison 24, épisode 87 : Too Hot to Handle: Part 3)
- 2005 - 2008 : Doctors :
  - (saison 7, épisode 82 : Special) : Emma Tyler
  - (saison 10, épisode 120 : Baby I Love You) : Ellie Lowell
- 2006 - 2008 : Casualty :
  - (saison 10, épisode 43 : Perfect Day) : Mellie Bennett
  - (saison 22, épisode 20 : Broken Homes) : Jo Balmayne
- 2004 : Help! I'm A Teenage Outlaw (saison 1, épisode 03 : Betrayed) : Montague's Food Tester
- 2001 : Amandine Malabul
- 2000 : Médecins de l'ordinaire (Peak Practice) (saison 10, épisode 13 : Electricity) : Abby Moffett
- 2018 - 2022 : A Discovery of Witches  : Sophie Norman/ Susanna Norman, l'ancêtre de Sophie Norman

## Théâtre
- 2011 : Noises Off de Michael Frayn : Poppy (Théâtre Old Vic)
- 2010 : Spur of the Moment de Anya Reiss : Leonie Fowler (Royal Court Theatre)
- 2010 : We Happy Few de Imogen Stubbs (Nottingham Playhouse)